# Гарбониан ап Коэль
Гарбониан ап Коэль (валл. Garbonian ab Coel; ок. 390 — ок. 460) — король Бринейха (420 — около 460).

## Биография
Гарбониан — сын Коэля Старого, короля Эбрука. В 420 году его отец умер и королём Эбрука стал старший брат Гарбониана Кенеу ап Коэль, а Гарбониан получил северо-восточные земли.
В середине V века Гарбониан использовал англосаксов под предводительством Эсы в качестве наёмников для войн против пиктов.
Гарбониан умер в середине V века. Ему наследовал Дивнуал Лысый, который мог быть ему как сыном, так и как племянником (сыном Кенеу ап Коэля).